# Кіригуа
Кіригуа́ (ісп. Quiriguá) — стародавнє місто мая у гватемальському департаменті Ісабаль.

## Історія
Кіригуа було містом середнього розміру серед міст мая, розташоване в нижній течії річки Мотагуа, його церемоніальний центр знаходиться приблизно за 1 км від лівого берегу річки. Місто існувало протягом класичного періоду месоамериканської історії, воно було заселено близько 200 року, церемоніальний центр почав будуватися близько 550 року, а більшість споруд — в 8 столітті. Близько 850 року місто ймовірно почало втрачати значення, на цей час усе монументальне будівництво припинилося. Розквіт міста в VIII столітті пов'язують з правлінням його правителя Кауака Тіліу Чан Йоата (K'ak’ Tiliw Chan Yo'at, також відомий як Cauac Sky та Butz Tiliw), який в 738 році розбив Копан, стративши його правителя Уашаклахун Убаа Кауїла на центральній площі Кіригуа. До того Кіригуа ймовірно було залежним від Копана містом, але з того часу ситуація змінилася на зворотну.

## Опис

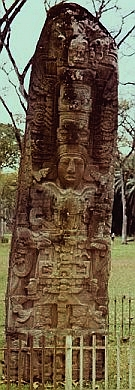
Стела D, вид з півночі

Хоча число будівель у місті й не було великим, тут збереглося багато скульптур, одних з найкращих в Месоамериці. Скульптури міста включають велику кількість стел, ретельно вирізаних з кам'яних блоків, найбільша з яких, стела E, досягає 10 м заввишки, важить близько 65 тонн та є найбільшою зі скульптур мая. Багато скульптур мають вигляд міфічних тварин. Також тут було знайдено різноманітні вівтарі та скульптури, що використовувалися для прикрашення будинків. Хоча деталі пророблені не настільки добре і натуралістично, як у Паленке і Копані, більшість скульптур Кіригуа дуже монументальні. Проте, кілька скульптур мають і велику художню цінність, такі як «стела D» 766 року, що зображує великі антропоморфні версії ієрогліфів на, та «зооморф P» (зображення, відоме як «Велика Черепаха») 736 року.

## Інтернет-ресурси
- Official Site in Spanish
- Enigmatic Quiriguá
- Good photos of Quiriguá Stela
- History and Photo Gallery
- Map of Quiriguá site core
- Monument of the Ancient Mayan Race, Quiriguá, Guatemala as photographed and written by Frank G. Carpenter
- Photo of Zoomorph P taken in 1883 at FAMSI
- Discussion of Quirigua Stela C «Creation» text (pages 29-40)
- Quiriguá at UNESCO World Heritage List
- Quiriguá: A Mayan Legacy in Stone